# مخبز (حلوى)
المخابز هو من الحلويات جزائرية تجمع بين اللوز والسكر،ويمكن أيضًا تحضيرها بالفستق أو الجوز أو البندق ، يجب أن يكون التزيين (المسمى "تاليا" في بعض مناطق الجزائر) مثاليًا، لإعطاء مظهر ناعم ومتساوي وسميك. يمكن تحقيق هذه النتيجة باستخدام بياض البيض والسكر الناعم. ويمكن أيضًا تلوينها وتزيينها بلآلئ السكر أو الزهور،يقدم بعدة أشكال منها المربع ،دائري ،مثلث